# Kuli Kunda
Kuli Kunda är en ort i Gambia. Den ligger i regionen Lower River, i den västra delen av landet, 70 km öster om huvudstaden Banjul. Antalet invånare var 801 vid folkräkningen 2013.